# Lunardelli
Lunardelli è un comune del Brasile nello Stato del Paraná, parte della mesoregione del Norte Central Paranaense e della microregione di Ivaiporã.

## Storia
L'area in cui sorge l'odierna città, che un tempo apparteneva al comune di Pintanga, iniziò a popolarsi nel 1948. Fino ad allora la città commerciale più vicina era Guaretá do Sul, fondata nel 1941 dall'esploratore Antonio Batista Cales. Nel 1951, la legge statale n. 613 creò il distretto di Guaretá, appartenente a Pitanga. Le terre del comune di Lunardelli era diviso in tre lotti, denominati Lunardelli, Suíça (Svizzera) e Ubá, appartenenti al colonizzatore paranense di origine italiana Geremia Lunardelli, nato a Mansuè (Treviso).
Nel 1952 venne fondata la Fazenda Gema nei terreni Lunardelli e Suíça, poi ridenominata Fazenda Mundo Novo. La creazione di queste aziende ha attirato gli agricoltori da altre parti del Paraná e anche da altri stati brasiliani.
Nel 1955 con la legge statale n. 2398 venne creato il comune di Manoel Ribas, anch'essa facente parte del distretto di Guaretá. Quattro anni più tardi, un gruppo di residenti fondò un movimento per creare la città di Lunardelli e nel 1962 vennero realizzate le strade e i viali ed iniziò la vendita di lotti urbani edificabili. L'anno successivo, la città aveva già avviato alcuni esercizi commerciali vari ed era già presente un nucleo consolidato di abitazioni. La prima messa in città si è tenuta il 1º luglio 1963.
Nel 1964 con la legge statale n. 4859 venne creato il comune di São João do Ivaí all'interno del distretto di Guaretá e nel 1967 la legge statale n. 5535 cambiò la classificazione di Guaretá in distretto amministrativo e giudiziario di Lunardellisulla base del nucleo urbano di recente formazione.
Alla fine del decennio successivo, Lunardelli si presentava già come una città in pieno sviluppo. Nel 1978 si rinnovò il desiderio di creare un comune indipendente e l'anno successivo venne indetto un plebiscito che approvò per lo smembramento dal comune di São João do Ivaí. Il 19 dicembre 1979 la legge statale n. 7267 sancì la nascita del comune di Lunardelli, con l'installazione del municipio il 1 ° febbraio 1982, mentre la prima elezione comunale avvenne il 15 novembre dello stesso anno, con l'elezione del sindaco Osorio Ribeiro e il vicesindaco José Mendes de Rezende.